# Ipsep
Vila do Ipsep, ou Ipsep, é um bairro localizado na zona sul do Recife, perto do Aeroporto Internacional dos Guararapes, do Shopping Center Recife, da praia de Boa Viagem, entre outros pontos da cidade do Recife.
O bairro  surgiu no ano de 1951, de um núcleo residencial financiado e construído pelo IPSEP (Instituto de Previdência dos Servidores do Estado de Pernambuco) para residência dos servidores estaduais de Pernambuco, próximo aos bairros da Imbiribeira, Caçote, Ibura e Boa Viagem. Esse conjunto residencial recebeu a denominação de Vila do Ipsep, que o uso popular reduziu depois para Ipsep.

## Demografia
Região administrativa: RPA-6
Área territorial: 180 ha. 
População residente: 25.029 habitantes (censo de 2010)
Densidade demográfica: 139,27 hab./ha.
Número de domicílios: 7.692